# Estación de San Sadurní de Noya
San Sadurní de Noya (Sant Sadurní d'Anoia en catalán y oficialmente) es una estación ferroviaria de la línea R4 de Rodalies Renfe de Barcelona situada en San Sadurní de Noya. Es una de las estaciones de la línea de Villafranca, que une Barcelona y Vendrell por el interior.
La estación cuenta con cuatro vías desdobladas, dos andenes en los extremos y uno central, además de un aparcamiento. Su actual emplazamiento data de mediados de los años 1970, cuando fue reubicada unos 150 metros al este de su localización original.
La cadencia de paso de los trenes en esta estación es de 30 minutos en hora valle y de 15 minutos en hora punta.
| << cabecera | < estación                              | línea | estación > | cabecera >>     |
| --- | --------------------------------------- | ----- | ---------- | --------------- |
| Rodalies de Catalunya de Renfe                                                                                       |                                         |       |            |                 |
| San Vicente de Calders Villafranca del Panadés                                                                       | Lavern-Subirats Villafranca del Panadés |       | Gélida     | Tarrasa Manresa |
| Algunos trenes no efectúan parada ni en La Granada ni en Lavern-Subirats, siendo la próxima Villafranca del Panadés. |                                         |       |            |                 |